# Parnassius maharaja
Parnassius maharaja är en fjärilsart som beskrevs av Andrej Nikolajewitsch Avinoff 1916. Parnassius maharaja ingår i släktet Parnassius och familjen riddarfjärilar. Inga underarter finns listade i Catalogue of Life.